# ICC Champions Trophy 2004
Die ICC Champions Trophy 2004 wurde vom 10. bis zum 25. September 2004 in England ausgetragen. Es war die vierte Champions Trophy im ODI-Cricket, die vom Weltverband International Cricket Council (ICC) organisiert wird.
Das Turnierformat von 2002 blieb unverändert und zwölf Cricket-Nationalmannschaften nahmen an der ICC Champions Trophy 2004 teil: Die damals zehn Test-Cricket-Länder (Australien, Bangladesch, England, Indien, Neuseeland, Pakistan, Simbabwe, Sri Lanka, Südafrika und die West Indies), zusammen mit den assoziierten Mitgliedern Kenia und die Vereinigten Staaten. Die Mannschaften wurden in vier Gruppen zu je drei Teams eingeteilt, wobei jedes einmal gegen die anderen der Gruppe antrat. Der Gruppenerste jeder Gruppe qualifizierte sich hiernach für das Halbfinale, dessen Gewinner im Finale aufeinandertrafen.
Australien, England, Pakistan und die West Indies erreichten das Halbfinale. England besiegte Australien und die West Indies Pakistan, wonach die West Indies den Gastgeber England im Finale im The Oval in London mit zwei Wickets besiegten und somit ihren ersten Titel seit dem Cricket World Cup 1979 gewannen. Die Titelverteidiger Indien und Sri Lanka sowie Südafrika schieden bereits in der Vorrunde aus.

## Vergabe
Der International Cricket Council vergab die ICC Champions Trophy 2004 an England.

## Teilnehmer
Die damals zehn Test-Cricket-Länder qualifizierten sich automatisch für die ICC Champions Trophy 2004: Australien, Bangladesch, England, Indien, Neuseeland, Pakistan, Simbabwe, Sri Lanka und die West Indies. Außerdem qualifizierten sich Kenia und die Vereinigten Staaten, die zu diesem Zeitpunkt ODI-Status besaßen, für das Turnier. Nachdem die Vereinigten Staaten die ICC Six Nations Challenge 2004 mit einer besseren Net Run Rate vor Kanada, Namibia, den Niederlanden, Schottland und den Vereinigten Arabischen Emiraten abschlossen, qualififitierten sie sich erstmals für ein wichtiges Cricketturnier.

Teilnehmende Länder der ICC Champions Trophy 2004; insgesamt 16 Teams nahmen teil.
Qualifiziert als Vollmitglied des International Cricket Council (ICC)
Qualifiziert als Mitglied des ICC mit ODI-Status
Nicht Qualifiziert
Keine Teilnahme

| Land               | Qualifikationsgrundlage | Turnierteilnahme | Letztmalige Teilnahme | Bestes Ergebnis        |
| ------------------ | ----------------------- | ---------------- | --------------------- | ---------------------- |
| Australien         | Vollmitglieder          | Vierte           | 2002                  | 4. Platz (2002)        |
| Bangladesch        | Vollmitglieder          | Dritte           | 2002                  | 9. Platz (2000)        |
| England            | Vollmitglieder          | Vierte           | 2002                  | 5. Platz (1998)        |
| Indien             | Vollmitglieder          | Vierte           | 2002                  | Sieger (2002)          |
| Neuseeland         | Vollmitglieder          | Vierte           | 2002                  | Sieger (2000)          |
| Pakistan           | Vollmitglieder          | Vierte           | 2002                  | 3. Platz (2000)        |
| Simbabwe           | Vollmitglieder          | Vierte           | 2002                  | 8. Platz (2000)        |
| Sri Lanka          | Vollmitglieder          | Vierte           | 2002                  | Sieger (2002)          |
| Südafrika          | Vollmitglieder          | Vierte           | 2002                  | Sieger (1998)          |
| West Indies        | Vollmitglieder          | Vierte           | 2002                  | Finalist (1998)        |
| Kenia              | ODI-Status              | Dritte           | 2002                  | 10. Platz (2000, 2002) |
| Vereinigte Staaten | ODI-Status              | Erste            | –                     | Debüt                  |

## Stadions
Die Spiele wurden in drei englischen Stadien ausgetragen. Insgesamt wurden 15 Partien während der ICC Champions Trophy 2004 ausgetragen, darunter die zwei Halbfinals und das Finale.
| Edgbaston |

| Rose Bowl |

| The Oval |

| Edgbaston |

| Rose Bowl |

| The Oval |

## Format
Die ICC Champions Trophy 2004 wurde über 16 Tage zwischen zwölf verschiedenen Mannschaften über 15 Spiele ausgetragen. Sie begann am 10. September 2004 in Edgbaston in Birmingham mit dem Eröffnungsspiel zwischen dem Gastgeber England und Simbabwe. Das Turnier endete am 25. September im The Oval in London mit dem Finale zwischen England und den West Indies, wobei die West Indies die ICC Champions Trophy gewannen. Dasselbe Turnierformat kam bei der Champions Trophy 2002 zur Anwendung.

### Spielplan
Die nachfolgende Tabelle zeigt das tägliche Programm der ICC Champions Trophy 2004. Dabei steht ein violettes Kästchen für die Vorrunde, ein grünes Kästchen für Finalrundenspiele und ein gelbes Kästchen für das Finale.
| Vorrunde September   | Fr. 10. | Sa. 11. | So. 12. | Ma. 13. | Di. 14. | Mi. 15. | Do. 16. | Fr. 17. | Sa. 18. | So. 19. |
| -------------------- | ------- | ------- | ------- | ------- | ------- | ------- | ------- | ------- | ------- | ------- |
| Gruppe A             | 1       |         |         | 1       |         |         | 1       |         |         |         |
| Gruppe B             |         |         | 1       |         |         | 1       |         |         | 1       | 1       |
| Gruppe C             |         | 1       |         |         | 1       | 1       |         |         |         | 1       |
| Gruppe D             | 1       | 1       |         |         | 1       |         |         | 1       | 1       |         |
| Finalrunde September | Mo. 20. | Di. 21. | Mi. 22. | Do. 23. | Fr. 24. | Sa. 25. |         |         |         |         |
| Finalrunde           |         | 1       | 1       |         |         | 1       |         |         |         |         |

### Gruppen
| Gruppe A                                 | Gruppe B                          | Gruppe C              | Gruppe D                   |
| ---------------------------------------- | --------------------------------- | --------------------- | -------------------------- |
| Australien Neuseeland Vereinigte Staaten | Bangladesch Südafrika West Indies | Indien Kenia Pakistan | England Simbabwe Sri Lanka |

### Vorrunde
Die Champions Trophy 2004 wurde zwischen zwölf Nationalmannschaften ausgespielt. Für die Vorrunde wurden die Mannschaften in vier Gruppen zu je drei Mannschaften eingeteilt mit demselben Turnierformat wie 2002. In welche Gruppe jede Mannschaft eingeteilt wurde, wurde in der Auslosung festgelegt. Jede Mannschaft bestritt ein Spiel gegen jede andere seiner Gruppe. Für einen Sieg gab es zwei Tabellenpunkte, für ein Unentschieden oder No Result einen Punkt, für eine Niederlage keinen Punkt. Hatten zwei Mannschaften dieselbe Anzahl an Tabellenpunkten, wurde der Tabellenrang anhand der Net Run Rate, gefolgt von der Net Bowl Rate und dem direkten Vergleich ermittelt.
Am Ende der Vorrunde qualifizierten sich die jeweils besten einer Gruppe für die Finalrunde.

### Finalrunde
Ab dieser Phase nahm das Turnier ein K.-o.-System an. Jedes Spiel musste zwingend mit einem Sieg enden. Gab es nach beiden Innings keinen Sieger, wurde das Spiel durch ein Bowl-out entschieden.

## Turnier

### Vorrunde
Die zwölf teilnehmenden Mannschaften wurden in vier Gruppen à drei Teams aufgeteilt, wobei sich die jeweiligen Gruppensieger für das Halbfinale qualifizierten:
Tabellen
| Gruppe A   | Sp. | S | N | NR | P | NRR    |
| ---------- | --- | - | - | -- | - | ------ |
| Australien | 2   | 2 | 0 | 0  | 4 | +3.237 |
| Neuseeland | 2   | 1 | 1 | 0  | 2 | +1.603 |
| USA        | 2   | 0 | 2 | 0  | 0 | −5.121 |

| Gruppe B    | Sp. | S | N | NR | P | NRR    |
| ----------- | --- | - | - | -- | - | ------ |
| West Indies | 2   | 2 | 0 | 0  | 4 | +1.471 |
| Südafrika   | 2   | 1 | 1 | 0  | 2 | +1.552 |
| Bangladesch | 2   | 0 | 2 | 0  | 0 | −3.111 |

| Gruppe C | Sp. | S | N | NR | P | NRR    |
| -------- | --- | - | - | -- | - | ------ |
| Pakistan | 2   | 2 | 0 | 0  | 4 | +1.413 |
| Indien   | 2   | 1 | 1 | 0  | 2 | +0.944 |
| Kenia    | 2   | 0 | 2 | 0  | 0 | −2.747 |

| Gruppe D  | Sp. | S | N | NR | P | NRR    |
| --------- | --- | - | - | -- | - | ------ |
| England   | 2   | 2 | 0 | 0  | 4 | +2.716 |
| Sri Lanka | 2   | 1 | 1 | 0  | 2 | −0.252 |
| Simbabwe  | 2   | 0 | 2 | 0  | 0 | −1.885 |

Spiele
| 10./11. September | Edgbaston | England 299-7 (50)           | - | Simbabwe 147 (39) |
|                   |           | England gewinnt mit 152 Runs |   |                   |

| 10. September | The Oval | Neuseeland 347-4 (50)           | - | USA 137 (42.4) |
|               |          | Neuseeland gewinnt mit 210 Runs |   |                |

| 11. September | The Rose Bowl | Indien 290-4 (50)          | - | Kenia 192-7 (50) |
|               |               | Indien gewinnt mit 98 Runs |   |                  |

| 12. September | Edgbaston | Bangladesch 93 (31.3)           | - | Südafrika 94-1 (17.4) |
|               |           | Südafrika gewinnt mit 9 Wickets |   |                       |

| 13. September | The Rose Bowl | USA 65 (24)                      | - | Australien 66-1 (7.5) |
|               |               | Australien gewinnt mit 9 Wickets |   |                       |

| 14. September | The Oval | Simbabwe 191 (49.1)             | - | Sri Lanka 195-6 (43.5) |
|               |          | Sri Lanka gewinnt mit 4 Wickets |   |                        |

| 14./15. September | Edgbaston | Kenia 94 (32)                  | - | Pakistan 95-3 (18.4) |
|                   |           | Pakistan gewinnt mit 7 Wickets |   |                      |

| 15. September | The Rose Bowl | West Indies 269-3 (50)           | - | Bangladesch 131 (39.3) |
|               |               | West Indies gewinnt mit 138 Runs |   |                        |

| 16. September | The Oval | Neuseeland 198-9 (50)            | - | Australien 199-3 (37.2) |
|               |          | Australien gewinnt mit 7 Wickets |   |                         |

| 17./18. September | Rhe Rose Bowl | England 251-7 (50)                        | - | Sri Lanka 95-5 (24) |
|                   |               | England gewinnt mit 49 Runs (D/L-Methode) |   |                     |

| 18./19. September | The Oval | Südafrika 246-6 (50)              | - | West Indies 249-5 (48.5) |
|                   |          | West Indies gewinnt mit 5 Wickets |   |                          |

| 19. September | Edgbaston | Indien 200 (49.5)              | - | Pakistan 201-7 (49.2) |
|               |           | Pakistan gewinnt mit 3 Wickets |   |                       |

### Halbfinale
Edgbaston
| 21. September | Australien 259-9 (50)         | - | England 262-4 (46.3) |
|               | England gewinnt mit 6 Wickets |   |                      |

Rose Bowl
| 22. September | Pakistan 131 (38.2)               | - | West Indies 132-3 (23.6) |
|               | West Indies gewinnt mit 7 Wickets |   |                          |

### Finale
The Oval
| 25. September | England 217 (49.4)                | - | West Indies 218-8 (48.5) |
|               | West Indies gewinnt mit 2 Wickets |   |                          |

## Statistiken

Ergebnis der ICC Champions Trophy 2004:
Sieger
Finalist
Halbfinalteilnahme
In der Qualifikation ausgeschieden
Keine Teilnahme

Während des Turniers wurden folgende Statistiken erzielt.
| ODIs               | ODIs        | ODIs    | ODIs    | ODIs    | ODIs    | ODIs    | ODIs    | ODIs    |
| Batting            | Batting     | Batting | Batting | Batting | Batting | Batting | Batting | Batting |
| Spieler            | Mannschaft  | Spiele  | Innings | Runs    | Average | HS      | 100s    | 50s     |
| ------------------ | ----------- | ------- | ------- | ------- | ------- | ------- | ------- | ------- |
| Marcus Trescothick | England     | 4       | 4       | 261     | 65,25   | 104     | 1       | 2       |
| Ramnaresh Sarwan   | West Indies | 4       | 4       | 166     | 83,00   | 75      | 0       | 2       |
| Nathan Astle       | Neuseeland  | 2       | 2       | 163     | 163,00  | 145*    | 1       | 0       |
| Paul Collingwood   | England     | 4       | 4       | 141     | 70,50   | 80*     | 0       | 1       |
| Chris Gayle        | West Indies | 4       | 4       | 139     | 34,75   | 99      | 0       | 1       |
| Bowling            |             |         |         |         |         |         |         |         |
| Spieler            | Mannschaft  | Spiele  | Overs   | Wickets | Average | BBI     | 5W      | 10W     |
| Andrew Flintoff    | England     | 4       | 31.0    | 9       | 14,00   | 3/11    | 0       | 0       |
| Steve Harmison     | England     | 4       | 36.0    | 8       | 17,12   | 3/29    | 0       | 0       |
| Michael Kasprowicz | Australien  | 3       | 27.0    | 7       | 14,00   | 4/14    | 0       | 0       |
| Chris Gayle        | West Indies | 4       | 25.3    | 7       | 17,85   | 3/50    | 0       | 0       |
| Shoaib Akhtar      | Pakistan    | 3       | 21.5    | 6       | 10,66   | 4/36    | 0       | 0       |